# سباحة فنية
السباحة الفنية (أو السباحة المتزامنة أو الإيقاعية) ، خليط بين رياضات الجمباز والسباحة والباليه، إذ تجمع ما بين القوة والفنيات والمرونة، بالإضافة إلى القدرة العالية على حبس الأنفاس، خاصة عندما تكون اللاعبة رأساً على عقب داخل الماء.
اللعبة التي تم إدراجها أولمبياً على مستوى السيدات فقط، تلعب منافساتها بشكل فردي وزوجي ورباعي وثماني، وتكون في حوض مستطيل يبلغ طوله 20 متراً وعرضه 12 متراً وعمق المياه ثلاثة أمتار على الأقل، وتكون مياهه شفافة لإظهار قاع الحوض.

## نبذة تاريخية
نشأت السباحة التشكيلية في ألمانيا وبريطانيا وغيرهما من الدول الأوروبية أوائل القرن العشرين. وكانت برنامجا استعراضيا مائيا في اوقات الفراغ خلال مسابقات السباحة مؤلفا من السباحة والمهارة الرقص الموسيقى ومعروفا باسم «الباليه المائى». وفي عام 1920، ألف مؤسس السباحة التشكيلية كاتشرين كورتيس مجموعة كاملة من حركات الغطس وحركات الجمباز الأكروباتية كبرنامج استعراضى مائى. وثم انتقل هذا البرنامج الاستعراضى المائى في الولايات المتحدة، وكندا. وفي عام 1984، ادرجت السباحة التشكيلية في البرنامج الأولمبى الذي يضم مسابقة الفردى ومسابقة الزوجى. وفي عام 1996، تغيرت إلى مسابقات جماعية تضم مسابقة الزوجى ومسابقة الجماعى، وتأخذ اللعبة عدة مسميات منها: البالية المائية، السباحة الفنية، السباحة التشكيلية.

## أنواع المسابقات
يقوم الفريق بعرض لا تقل مدته عن أربع دقائق ولا تزيد عن خمسة دقائق منها عشرون ثانية على الأكثر فوق الماء، وتتألف المسابقة من خمس مجموعات هي :
- الباليه (سباحة على الظهر مع ثني الركبة).
- الدولفين (سباحة على الظهر مع ثني الركبة ومد الرجل خارج الماء بشكل زاوية قائمة).
- الدولفين العكسية (نفس سباحة الدولفين ولكن بشكل معكوس).
- السالتو (سباحة مع الدوران الأمامي والخلفي).
- المنوعات (جميع الحركات التي يمكن ابتكارها).

هذا وقد دخل مؤخراً نوع جديد من أنواع المسابقات وهو كومبو ويتألف من فريق يبلغ عدد أعضائه عشرة، اثنان من السباحات يقمن بعرض منفرد ومختلف عن بقية السباحات، كما يمكن لسباحة واحدة أن تقوم بأداء منفرد في ما يرافقها جميع الفريق بأداء حركات مكملة للرقصة، هذا وتعطى العلامات من صفر إلى عشرة، ويضع كل قاض علامته على حدة ثم تؤخذ العلامات من القضاة، ويؤخذ متوسط المجموع، وتكون على حسب الأداء الفني (Artistic) والأداء المهاري (Technical).